# Алексис Рен
Алексис Рене Глабах (род. 23 ноября 1996, Санта-Моника, США) — американская модель, также известная как Алексис Рен.

## Ранняя жизнь
Алексис Рене Глабах родилась 23 ноября 1996 года в Санта-Монике, штат Калифорния, США. Получала образование на дому. У неё есть три сестры Амбер, Дэвин и Алиса, и младший брат Эйс.

## Карьера
Впервые Алексис заметили, когда ей было 13 лет. Она стала моделью лейбла Brandy Melville. Позже красотой начинающей модели заинтересовалось агентство, предложившее ей коммерческие съемки в журнале Seventeen.
В 15 лет она стала феноменом социальных сетей, когда её фотографии в чёрном бикини, позирующей у бассейна, стали вирусными на Tumblr. С тех пор она появилась в серии рекламных роликов для мобильной игры Final Fantasy XV: A New Empire и запустила линию спортивной одежды под названием Ren Active.
В августе 2017 года она появилась на обложке журнала "Maxim", в марте 2018 на обложке "Maxim Mexico".
В 2018 году приняла участие в фотосессии для журнала Sports Illustrated Swimsuit.
12 сентября 2018 года Рен была объявлена одной из знаменитостей, которые будут соревноваться в 27-м сезоне "Танцев со звездами". Её профессиональным партнёром был Алан Берстен. Рен и Берстен вышли в финал и заняли четвёртое место 19 ноября 2018 года.
В 2019 году она была включена в список самых сексуальных женщин мира "Maxim's Hot 100". В октябре этого же года снялась в роли "Скарлет Джонс" в музыкальном клипе на песню Эда Ширана "South of the Border". До этого она также фигурировала в музыкальном клипе на песню Kygo "Not Ok".
Также Рен сотрудничала с компаниями Puma и Calvin Klein. Сейчас основная сфера деятельности модели – съёмки для рекламных компаний нижнего белья и купальников.

## Личная жизнь
Её мать, Синтия, была специалистом по здоровому питанию. В 2014 году скончалась от рака молочной железы, диагностированного годом ранее. После смерти своей матери у Рен развилось расстройство пищевого поведения.
В 2014 года Алексис начала встречаться с Инстаграм блогером и моделью Джеем Альварезом. Вскоре пара получила известность благодаря своим тревел-видео и фото. В 2017 году отношения между ними ухудшились и они расстались, Алексис заявила, что Джей манипулировал ею.
В сентябре 2019 года стало известно, что Рен встречается с актёром и коллегой-моделью Ноем Сентинео. Сентинео публично подтвердил эти отношения 14 января 2020 года через пост в своем Instagram.

## Хобби и спорт
Алексис Рен тщательно следит за своей физической формой, придерживается диеты и привитого матерью здорового образа жизни, занимается в тренажёрном зале, балетом, практикует бикрам-йогу. Обожает животных, рисует, танцует, играет на гитаре.